# José Carlos Serrão
José Carlos Serrão (* 12. Oktober 1950) ist ein ehemaliger brasilianischer Fußballspieler und heutiger -trainer.
Als Spieler war er in den 1970er Jahren eine prägende Figur des brasilianischen Top-Klubs FC São Paulo, mit dem er zwischen 1969 und 1977 261 Ligaspiele absolvierte.
1983 begann er beim FC Sao Paulo auch seine Trainerkarriere; insgesamt viermal war er dort als Trainer tätig. In seiner Trainerkarriere war und ist José Carlos Serrão in der Regel als Interimstrainer für ein paar Wochen tätig, sodass er bis Juli 2011 bereits auf mehr als 30 Trainerstationen kam. Er ist meist in Brasilien tätig; Ausnahmen waren seine Engagements in der Saison 2002/03 in Korea bei Suwon Samsung Bluewings und beim polnischen Klub Pogoń Stettin im Jahr 2006. 2012 wurde er Trainer des japanischen Erstligisten Gamba Osaka, allerdings nach fünf verlorenen Spielen in Folge seit seinem Antritt wieder entlassen.